# Маний Ацилий Глабрион (консул 124 г.)
Вижте пояснителната страница за други личности с името Маний Ацилий Глабрион.
Маний Ацилий Глабрион (на латински: Manius Acilius Glabrio) е сенатор на Римската империя през 2 век.
Син е на Маний Ацилий Глабрион (консул 91 г.).
През 124 г. Глабрион е редовен консул заедно с Гай Белиций Флак Торкват Тебаниан.
Глабрион осиновява Маний Ацилий Глабрион Гней Корнелий Север (консул 152 г.).